# 월드마크 웨스트엔드
월드마크 웨스트엔드(영어: Worldmark Westend)는 대한민국 대구광역시 달서구 감삼동에 위치한 초고층 아파트 단지이다.

## 단지 구성
- 101동: 최고 40층, 142m
- 102동: 최고 43층, 152m
- 103동: 최고 42층, 148m
- 104동: 최고 35층, 126m
- 105동: 최고 45층, 153m
- 106동: 최고 33층, 119m
- 107동: 최고 38층, 137m

## 같이 보기
- 대구광역시의 마천루 목록